# スポーツライター
スポーツライターとは、新聞、雑誌などにスポーツに関する記事を書くことを主たる仕事とするもののこと。スポーツカメラマン、スポーツキャスターなどと並ぶスポーツジャーナリズムのジャンルのひとつ。主にフリーランスで仕事をする場合に呼称され、新聞社や雑誌社などに所属している場合は記者と呼ばれこの語は用いられないことが多い。

## 解説
それまでは作家、記者、評論家などと呼ばれていたが1980年代に一般化した。そのさきがけは1980年にSports Graphic Numberにて『江夏の21球』を書いた山際淳司であるとされる。
アスリート出身では、1980年代に山崎照朝が格闘技で、1990年代には青島健太や山﨑浩子が原稿を執筆するようになった。
玉木正之は「自分が初めて肩書きとしてスポーツライターを名乗った」と主張している。また二宮清純はスポーツライターであるがコメンテーター、アナリストなど幅広い意味を含んだスポーツジャーナリストと称している。

## 主なスポーツライター

### 雑誌記者・編集者出身
- 原功
- 山際淳司
- 近藤隆夫
- 玉木正之
- 須山浩継
- 金子達仁
- 宮地陽子
- 松井浩
- 岡邦行
- 大利実
- 中村拓己

### 新聞記者出身
- 宮崎真汐
- ヘンリー・チャドウィック
- 増島みどり
- 木ノ原旬望（久美）
- 松瀬学

### 放送局出身
- 石田雄太
- 義田貴士
- 関谷亜矢子
- 津川晋一

### 選手出身
- 山崎照朝
- 青島健太
- 山﨑浩子
- 増田明美

### その他
- 乙武洋匡
- 杉浦大介
- 古内義明 - スポーツジャーナリスト、MLBアナリスト、スポーツ経営コンサルタント
- やくみつる（漫画家）
- 和泉隆
- 瀬川泰祐（久喜市議会議員）